# Capitol-International-Airways-Flug C2C3/26
Auf dem Capitol-International-Airways-Flug C2C3/26 verunglückte am 27. November 1970 eine Douglas DC-8-63CF der Capitol International Airways beim Start vom Flughafen Anchorage. Die Maschine befand sich auf einem Charterflug im Auftrag des US-Verteidigungsministeriums und sollte Soldaten zur Militärbasis Cam Ranh Bay in Südvietnam transportieren. Bei dem Unfall kamen 47 der 229 Personen an Bord ums Leben.

## Hintergrund
Zum Zeitpunkt des Unfalls, 1970, herrschte in Ostasien der bereits seit 1955 andauernde Vietnamkrieg, bei dem Südvietnam gegen Nordvietnam und die Nationale Front für die Befreiung Südvietnams kämpfte. Während Nordvietnam von der Sowjetunion und der Volksrepublik China unterstützt wurde, stand Südvietnam eine Koalition, angeführt von den Vereinigten Staaten und mit Unterstützung von Südkorea, Thailand, Australien, den Philippinen, Neuseeland und der Republik China, bei.
Die USA beteiligten sich mit einem großen Truppenaufgebot am Vietnamkrieg; im Januar 1969 waren 543.400 Soldaten der US Army in Südvietnam stationiert. Zum regelmäßigen Austausch der US-Truppen wurden Verkehrsflugzeuge ziviler Fluggesellschaften genutzt. Das Verteidigungsministerium der Vereinigten Staaten vergab die Charterverträge mittels öffentlicher Ausschreibungen. Die Fluggesellschaft Capitol International Airways hatte einen Zuschlag für den Auftrag bekommen, Militärpersonal im Auftrag des Military Airlift Command von der südlich von Tacoma (Washington) gelegenen McChord Air Force Base nach Cam Ranh Bay zu befördern und zurückkehrende Soldaten in die Vereinigten Staaten zurückzubringen.
Zur Erfüllung des Auftrages hatte Capitol International Airways den Einsatz einer Douglas DC-8 vorgesehen. Für den Flug nach Cam Ranh Bay waren Zwischenlandungen zur Nachbetankung in Anchorage und auf der Yokota Air Base eingeplant worden. Beim Start in Anchorage zum Weiterflug nach Japan verunglückte die Maschine.

## Flugzeug
Bei der verunglückten Maschine handelte es sich um eine eineinhalb Jahre alte Douglas DC-8-63, die im Douglas-Werk in Long Beach, Kalifornien montiert wurde und deren Roll-out am 27. Mai 1969 erfolgte. Die Maschine wurde zum 2. Juli 1969 durch die Leasinggesellschaft CIT Corporation erworben; am selben Tag erfolgte die Auslieferung an die Capitol International Airways als Leasingnehmer der Maschine. Die DC-8 wurde mit dem Luftfahrzeugkennzeichen N4909C zugelassen. Das Flugzeug trug die Werksnummer 46060; es handelte sich um die 472. Douglas DC-8 aus laufender Produktion. Die DC-8 war mit vier Triebwerken des Typs Pratt & Whitney JT3D-7 ausgestattet. Zum Zeitpunkt des Unfalls hatte die Maschine 4944 Betriebsstunden absolviert.

## Besatzung
Es befand sich eine zehnköpfige Besatzung an Bord. Die Cockpitbesatzung bestand aus einem Flugkapitän, einem Ersten Offizier, einem Flugingenieur und einem Navigator.
- Der 48-jährige Flugkapitän William G. Reid hatte seinen Arbeitsvertrag mit Capitol International Airways zum 1. Januar 1955 unterschrieben. Reid besaß Musterberechtigungen für die Flugzeugtypen Lockheed Constellation, Curtiss C-46 und Douglas DC-8. Der Kapitän besaß 14.650 Stunden Flugerfahrung, davon 5.740 Stunden mit der DC-8.
- Der 55-jährige Erste Offizier James A. Downs wurde am 28. Mai 1962 durch Capitol International Airways eingestellt. Er verfügte über Musterberechtigungen für Flugzeuge der Typen Douglas DC-3, Douglas DC-4 und Lockheed Constellation. Downs verfügte über 13.500 Stunden Flugerfahrung, davon 2.057 mit der Douglas DC-8.
- Der 41-jährige Flugingenieur Edward W. Fink flog seit dem 12. Mai 1964 für Capitol International Airways. Er verfügte über 10.000 Stunden Flugerfahrung, davon 2.000 mit der Douglas DC-8.
- Der 53-jährige Navigator Robert D. Leonard arbeitete seit dem 28. Februar 1966 für Capitol International Airways. Er verfügte über 14.000 Stunden Flugerfahrung, von denen er 2.500 im Cockpit der Douglas DC-8 absolviert hatte.
- Als Kabinenbesatzungsmitglieder befanden sich die sechs Flugbegleiterinnen Marlene Faistauer, Alexandra Plommer, Barbara M. Ogden, Alice B. Mendez, Britta E. Thomsen und Birgitta I. Ekelund an Bord.[1]

## Passagiere
Den Flug hatten offiziell 219 Militärangehörige angetreten, wobei sechs Personen Familienangehörige von Militärbediensteten waren. Die Passagiere waren allesamt auf der McChord Air Force Base zugestiegen. Bei den Passagieren handelte es sich mehrheitlich um junge, athletische Soldaten männlichen Geschlechts.

## Flugverlauf
Der Flug begann mit dem Abheben der Maschine am 27. November um 12:04 Uhr von der McChord Air Force Base. Der erste Flugabschnitt nach Anchorage verlief routinemäßig; es gab keine auffälligen Vorkommnisse. Um 15:32 Uhr landete die Maschine auf Landebahn 06L des Flughafens Anchorage. Der Kapitän äußerte, dass er beim Ausrollen der Maschine mittelstark gebremst und die Schubumkehr betätigt habe, um das schwere Flugzeug auf der vereisten Landebahn zum Stehen zu bekommen. Die Bremswirkung sei schwach bis mäßig gewesen. Beim Rollen zur Parkposition seien dann nur leichte Bremsmanöver vorgenommen worden. Nachdem die Maschine in Parkposition gebracht und mit dem Flugsteig verbunden worden war, sei die Parkbremse gelöst worden.
Während des Zwischenstopps inspizierte ein Mechaniker die Maschine im Rahmen eines Rundgangs. Er nahm in diesem Zusammenhang auch die Reifen in Augenschein und bescheinigte, dass sie sich in einem guten Zustand befanden, einen korrekten Fülldruck aufwiesen und keine Auffälligkeiten erkennen ließen. Die Maschine wurde anschließend mit Ethylenglycol enteist.

## Wetter
Als die Abfertigung der Maschine am Flugsteig begann, war bereits die Dunkelheit eingebrochen, da die Tage in den Wintermonaten in Alaska sehr kurz sind. Gleichzeitig setzte ein leichter Schneeregen ein. Es herrschte leichter Wind bei Sichtweiten von fünf Meilen (ca. acht Kilometer); die Wolkendecke befand sich in 1600 Fuß (ca. 488 Meter) Höhe. Die Startbahn war mit einer dünnen Eisschicht überzogen.

## Unfallhergang
Kurz vor 17 Uhr Ortszeit rollte die Maschine zur Startbahn 06R. Die Maschine hatte zwar fast ihr maximales Startgewicht, aber es stand mit der 10.000 Fuß langen Startbahn (ca. 3.048 Meter) genug Strecke zur Verfügung, um auf die erforderliche Abhebegeschwindigkeit von 153 Knoten (ca. 283 km/h) zu beschleunigen. Der Erste Offizier Downs sollte die Maschine beim Abheben steuern, während Kapitän Reid die Bremsen lösen und die Schubhebel betätigen sollte. Nach der Startfreigabe hielt Reid die Bremse gezogen, bis er die Triebwerksleistung auf achtzig Prozent gesteigert hatte. Er löste dann die Bremsen und gab vollen Schub, während Downs die Maschine beim Start entlang der Startbahn ausgerichtet hielt. Die Maschine schien normal zu beschleunigen, doch die Entscheidungsgeschwindigkeit wurde etwas später als üblich erreicht. Die Maschine beschleunigte daraufhin immer träger, die Abhebegeschwindigkeit wurde jedoch noch 1500 Fuß (ca. 457 Meter) vor dem Ende der Startbahn erreicht. Downs ließ die Flugzeugnase daraufhin rotieren, aus irgendeinem Grund stieg die Maschine jedoch nicht in die Luft. Sechs Sekunden später überrollte die Maschine mit der immer noch über die Startbahn erhobenen Flugzeugnase das Ende der Piste. Reid nahm den Schub zurück und versuchte, die Maschine zu stoppen, doch sie pflügte sich durch Navigationseinrichtungen hinter der Startbahn und schlitterte über einen Drainagekanal, wobei die DC-8 auseinanderbrach. Das Kerosin aus beiden Tragflächentanks entzündete sich, während die Maschine weiterschlitterte, bis sie 3000 Fuß (ca. 1370 Meter) hinter dem Ende der Startbahn zum Stehen kam.

## Rettungsaktion
Der bei dem Unfall unverletzt gebliebene Reid verließ die Maschine durch das Cockpitfenster und eilte den Passagieren zur Hilfe. Als er feststellte, dass die Tür zur Passagierkabine blockiert war, lief er zum Cockpit zurück und zog Downs, Fink und Leonard ins Freie.

## Opfer
Trotz der schnellen Reaktion der Flugbesatzung kamen 46 Passagiere sowie die Flugbegleiterin Birgitta I. Ekelund in den Flammen ums Leben.

## Unfalluntersuchung

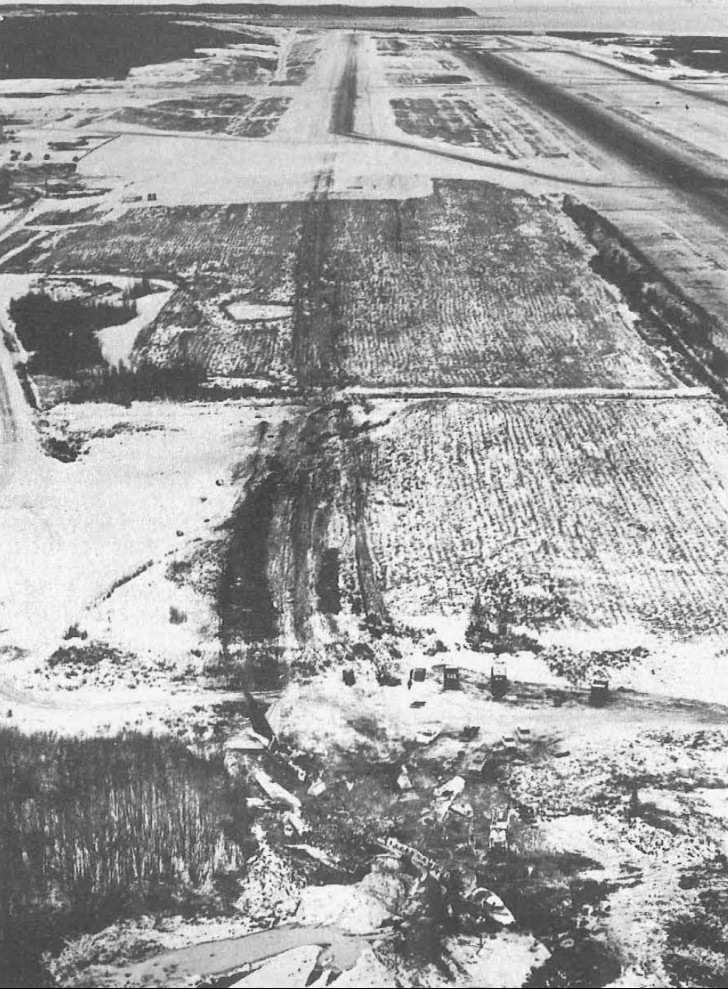
Das Trümmerfeld der Maschine

Der Unfall wurde durch das National Transportation Safety Board (NTSB) untersucht. Bei der Inspektion der Startbahn stellten die Ermittler fest, dass sich ungewöhnlich große Mengen an Reifenabrieb und Reifenstücken entlang der gesamten Länge der Startbahn befanden. Entlang der Strecke von der Parkposition zur Startbahn wurden dagegen keine auffälligen Reifenspuren festgestellt. Ab dem Startpunkt befanden sich deutliche Reifenspuren entlang der gesamten Startbahn, wobei die ersten abgewetzten Reifenteile bereits 500 Fuß (ca. 152 Meter) vom Startpunkt entfernt aufgefunden wurden. Nach 4000 Fuß (ca. 1219 Meter) Beschleunigungsstrecke waren alle backbordseitigen Fahrwerksreifen geplatzt, nach 8000 Fuß (ca. 2438 Meter) auch alle steuerbordseitigen. Passagiere gaben an, sie hätten während des Startlaufs mehrere laute Explosionen gehört und mutmaßten, dass zu diesem Zeitpunkt die Fahrwerksreifen nacheinander geplatzt seien. Auf den Aufnahmen waren keine Explosionen zu hören und auch kein Vibrieren zu vernehmen, jedoch stützten die Funde von Reifenteilen auf der Landebahn sowie deren Zustand die Aussagen der Passagiere. Bei der Sichtung der nicht geplatzten Reifen konnte festgestellt werden, dass sie einen Bremsplatten hatten, was darauf schließen ließ, dass die Räder beim Start blockiert gewesen waren und sich nicht gedreht hatten. Die Bremsen schienen in Ordnung gewesen zu sein und die Parkbremse befand sich in der gelösten Stellung. Es konnten keine Belege dafür gefunden werden, dass es eine Fehlfunktion an der Bremsanlage gegeben hatte.
Das NTSB wandte sich an die NASA mit der Bitte, die Laufeigenschaften von Flugzeugreifen im Rahmen einer Versuchsreihe zu erforschen. Die Ermittler befürchteten, dass die Reifen auf vereistem Untergrund einen so geringen Reibungskoeffizient erzeugen könnten, dass sich die Räder selbst nach dem Lösen der Parkbremse nicht drehen würden. Die Versuchsreihe widerlegte die Befürchtungen; die Räder drehten sich bei den Versuchen ganz normal. Die Tests ergaben jedoch eine interessante Erkenntnis. Die ursprünglichen Tests waren mit gangbaren Reifen auf Eisflächen durchgeführt worden, wobei ein erheblicher Reibungskoeffizient gemessen werden konnte. Die blockierten Reifen der DC-8 waren durch die auf sie beim Startlauf wirkenden Kräfte jedoch dermaßen erhitzt, dass sie jegliches Eis unter sich sofort zum Schmelzen brachten. Die Maschine schlitterte daher über Wasser. Dadurch wiederum wurde der Reibungskoeffizient derart erheblich verringert, dass ein Startlauf sich in der Anfangsphase ganz routinemäßig angefühlt haben musste. Durch diese besondere Form des Aquaplaning konnte die Maschine auch mit blockierten Rädern zunächst ganz normal, mit nur einer leichten Verzögerung beschleunigen. Analysen des Flugdatenschreibers ergaben, dass das Beschleunigungsverhalten bis zu einer Geschwindigkeit von etwa 100 Knoten (ca. 185 km/h) nahezu normal war. Danach sei durch die Auflösung der Reifen der Reibungskoeffizient gestiegen, was sich negativ auf die Beschleunigungswerte auswirkte. Die maximale Geschwindigkeit, die die Maschine erreichte, lag einen Knoten (ca. 1,85 km/h) unter der Abhebegeschwindigkeit.
Die Ermittler waren der Meinung, dass sich die Räder trotz aller Umstände irgendwann zu drehen hätten beginnen müssen, sofern nicht die Parkbremse aktiviert gewesen sei. Für eine Aktivierung der Parkbremse konnten jedoch keine Beweise vorgefunden werden und beide Piloten waren sich sicher, dass die Bremse vor dem Startlauf gelöst worden sei. Die Ermittler kamen zu dem Schluss, dass der Unfall durch eine nicht näher zu bestimmende Fehlstellung in der Hydraulikanlage verursacht worden war, die dazu beitrug, dass alle Fahrwerksräder blockiert wurden. Es konnte nicht bestimmt werden, worin der Ursprung dieser Fehlstellung bestand. Die hydraulische Anlage selbst konnte hierfür nicht untersucht werden, da sie beim Brand zerstört worden war. Obwohl der Flugdatenschreiber Werte auswies, die auf eine deutliche Abnahme der Beschleunigungsleistung nach dem Erreichen einer Geschwindigkeit von 100 Knoten (ca. 185 km/h) hinwiesen, wurde das Verhalten der Besatzung nicht als maßgeblich für den Unfall bewertet. Aufgrund des schrittweisen Auftretens der Beschleunigungsproblematik habe ihnen deren wahre Ursache nicht bewusst sein können.

## Kontext
Es ist anzunehmen, dass der misslungene Start der Maschine einen noch schwereren Unfall verhindert hat. Wäre die Maschine abgehoben, hätten die brennenden Reifen nach dem Einziehen zu Bränden in allen Fahrwerksschächten und damit einem ähnlichen Unfallverlauf wie auf Nigeria-Airways-Flug 2120 führen können.